# 탄트라 (비디오 게임)
산스크리트어로 '지식을 넓힌다'는 뜻의 《탄트라》(Tantra Online)는 동양적 문화를 게임의 뼈대로 삼은 MMORPG로, 2년 동안 한빛소프트에서 자체 개발하여 2003년 7월에 V1을 출시하였고, 그래픽과 게임엔진을 대폭 업그레이드 하여 이듬해인 2004년 1월 V2 오픈베타를 실시하였다.

탄트라는 일반적으로 롤플레잉 게임에서 존재하는 경험치라는 부분을 프라나라는 동양적인 부분으로 변화시켰고, 보편적인 서구적 롤플레잉 게임 분위기를 동양적인 요소를 첨가하여 신비로움을 추구하였다. 8개의 종족별 캐릭터와 3개의 주신, 4개의 차크라 포인트로 차별화된 모습을 볼 수 있다. 
특히 동양의 신화와 불교, 힌두교 속에 나타나는 신과 악귀를 등장시켜 당시 독창적인 게임 환경으로 큰 호평을 받았다.
2008년 10월에 전 세계인을 대상으로 글로벌 서비스를 시작하였으나 2012년 8월 30일부로 서비스를 종료했다. 